# 김태현 (2000년생 가수)
김태현(2000년 1월 21일 ~ )은 대한민국의 가수이다.

## 방송
- 청춘스타 (2022) - 4위

## 음반
- 청춘스타 Part5 (2022)
- 청춘스타 Part8 (2022)
- 청춘스타 Part10 (2022)
- 청춘스타 Part12 (2022)
- One Voice (2022)
- 견뎌줘 (2023)

## 공연
- 청춘스타 TOP7 1st LIVE (2023)